# Führer EX
Führer EX è un film drammatico del 2002 diretto da Winfried Bonengel.
La pellicola è ispirata al libro Führer Ex: Memoirs of a Former Neo-Nazi di Ingo Hasselbach, ex neonazista poi pentitosi.

## Trama
Berlino Est, 1986: Heiko e Tommy sono due giovani amici debosciati che sognano di fuggire dalla Berlino comunista, considerata opprimente e disgustosa. Essi rifiutano ogni tipo di integrazione: architettano tutti i modi per evitare di lavorare - si spezzano anche le dita volontariamente - e la loro unica passione è bere birra in un locale notturno. Un giorno Tommy progetta un tentativo di oltrepassare il confine e andare in Australia a ricominciare una nuova vita, ma a causa di una mappa sbagliata i due vengono catturati e condotti in prigione.
Il loro modo di approcciarsi alla vita in carcere sarà diverso: mentre Tommy, che aveva già avuto dei precedenti penali per aver bruciato una bandiera della Germania Est, conosce il duro rigore morale delle galere modello della DDR e riesce ad ambientarsi legandosi al gruppo neonazista di Friedhelm Kaltenbach che spadroneggia all'interno dell'istituto, il pigro e chiuso Heiko vivrà la detenzione come un incubo.
Heiko verrà messo in cella con Bonzo, un pervertito che abusa sessualmente di un giovanissimo prigioniero sovrappeso e che vorrebbe fare altrettanto con lui. Heiko si ribellerà e, mentre Bonzo inizia a picchiarlo, verrà salvato da Hagen, un carcerato che però gode di alcuni privilegi per la sua collaborazione con le forze dell'ordine. Tuttavia, anche Hagen è un perverso e stuprerà Heiko sotto la doccia, prima di essere selvaggiamente picchiato da Tommy e i suoi camerati.
Rimasto senza la protezione di Hagen, di fronte a un nuovo tentativo di Bonzo Heiko reagirà pugnalandolo con un cacciavite: di conseguenza, viene posto in isolamento. Senza contatti umani e senza la vista della luce, perde completamente il lume della ragione e inizia a delirare e ad alienarsi dal mondo. Un ufficiale della Stasi mostra le sue condizioni pietose a Tommy e gli fa una proposta: se accetterà di collaborare con i servizi segreti comunisti, il suo amico potrà uscire dalla cella di rigore. Dopo un attimo di esitazione, Tommy accetta.
Poco dopo, Tommy riesce rocambolescamente ad evadere dal carcere: Heiko infatti lo chiude in una cassa, che verrà messa in un camion e spedita in un centro di raccolta esterno. Per sua fortuna, il camion non verrà ispezionato dalle guardie, quindi Tommy riuscirà ad riassaporare la libertà. Quattro anni dopo, a seguito della caduta del muro di Berlino e del crollo della DDR, Tommy ritroverà l'amico e lo scoprirà, a sorpresa, astro nascente del movimento neonazi. Sarà proprio Haiko a coinvolgerlo in un raid notturno contro un centro sociale occupato dai turchi, in cui morirà una ragazzina dolcissima, sua ex vicina di casa.
Tommy prende le distanze da questo crimine efferato e immotivato, ma per lui è troppo tardi: il partito neonazista, rovistando tra gli archivi della Stasi, ha trovato il documento che comprova la sua collaborazione con le autorità comuniste. Nella stessa sera del raid, verrà ucciso anche lui dai camerati in quanto "traditore". La morte dell'amico provoca, finalmente, il risveglio della coscienza di Heiko, che abbandonerà l'ideologia nazista.